# Craaft
I Craaft erano un gruppo musicale tedesco hard rock fondato a Francoforte nel 1983 e scioltosi nel 1992 dopo aver pubblicato 4 album.
La band è stata scelta come "gruppo di apertura" per tutto il "Magic Tour" 1986 dei Queen.

## Formazione
- Franz Keil - tastiera, voce
- Klaus Luley - voce, chitarra
- Denny Rothhardt - basso, voce
- Tommy Schneider - batteria
- Vitek Spacek - chitarra

## Discografia

### Album in studio
- 1986 - Craaft
- 1988 - Second Honeymoon
- 1991 - No Tricks-Just Kicks

### Singoli
- 1986 - I Wanna Look In Your Eyes
- 1986 - You're The Best Thing In My Life
- 1988 - Jane
- 1988 - Run Away